# 杜慧芳
杜慧芳，OMP，澳門本地法律專家，現任澳門特別行政區檢察院司法官，曾於1999年12月20日至2010年12月19日期間擔任澳門特別行政區廉政公署助理專員。